# Lawrence Lambe
Lawrence Morris Lambe (Montreal, Quebec, 24 de agosto de1863–Ottawa, Ontario 14 de marzo de 1919) fue un geólogo y paleontólogo del Geological Survey of Canada. Fue el primer gran geólogo del Canadá. Estudió en la Royal Military College of Canada, en  Kingston, Ontario, en lapso de 1880 a 1883.
Publicó trabajos, describiendo la diversidad y plenitud de la fauna de dinosaurios descubiertos en los yacimientos de fósiles de Alberta, haciendo conocer a los ojos del público, los dinosaurios de Canadá, todo esto fue durante la llamada "La Era Dorada de los Dinosaurios". Durante el periodo que pasó entre 1880 y la Primera Guerra Mundial cazadores de fósiles de todo el mundo convergieron en Alberta.
Lambe trabajó en el oeste de Canadá a partir de 1897, descubriendo un gran número de géneros y especies nuevos. Muchos de estos se encuentran en exhibición en las galerías del Museo de la GSC.
En 1902, realizó el primer descubrimiento de dinosaurios en Canadá, varias especies de Monoclonius. Describió a Centrosaurus en 1904. Euoplocephalus en 1910. En 1913, nombró a Styracosaurus y es el responsable de las descripciones de Chasmosaurus y Gorgosaurus, en 1914 y Eoceratops en 1915. En 1917, creó el género Edmontosaurus, en 1919 al Panoplosaurus y también nombró al Gryposaurus.
Otro dato relevante es el dinosaurio llamado en su honor: Lambeosaurus, un bien conocido hadrosáurido, descrito en 1923 por William Arthur Parks, otro paleontólogo canadiense. Lambe había descrito anteriormente este animal como Stephanosaurus.
No solamente descubrió dinosaurios, sino que describió al cocodrilo Leidysuchus canadensis en 1907 siendo el cocodrilo más común del Cretácico superior en los sedimentos de Alberta. También estudió los peces del Devónico provenientes de Nuevo Brunswick y Coral Paleozoico, recolecto insectos y plantas del Terciario de la Columbia Británica. Pero el trabajo con los vertebrados, en especial los dinosaurios de Alberta, al oeste de Canadá, fue lo que en realidad le dio a la fama.